# Freedom Riders

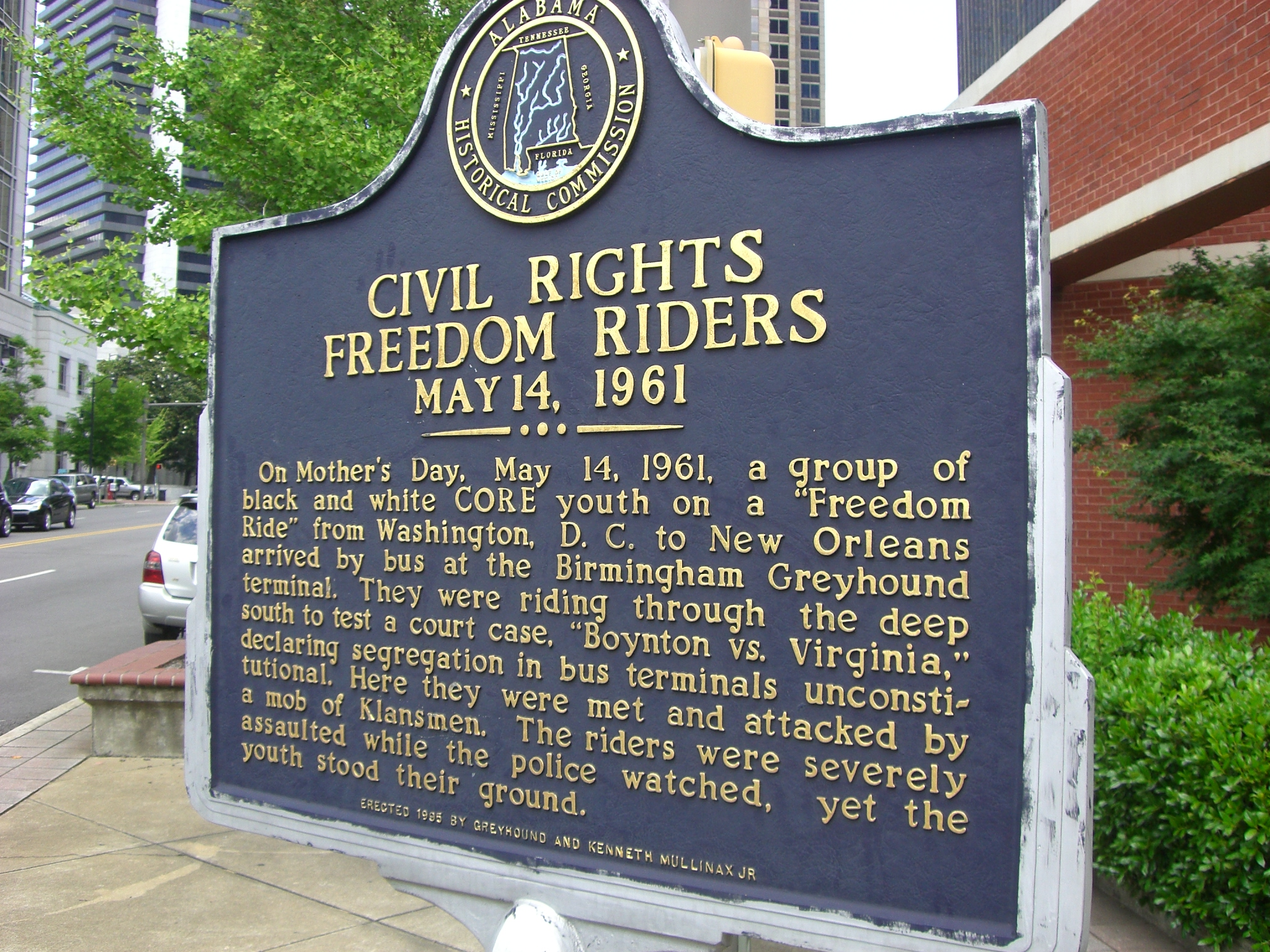
Commemorazione a Birmingham

I Freedom Riders (in italiano "viaggiatori per la libertà") fu un gruppo di attivisti per i diritti civili (solitamente afroamericani) che percorsero in autobus delle tratte interstatali nel sud degli Stati Uniti d'America.

## Premesse
Le sentenze della Corte Suprema sui casi Morgan contro Virginia (1946) e Boynton contro lo stato della Virginia (1960), riconoscevano la segregazione razziale sui mezzi di trasporto come anticostituzionale. Gli stati del Sud, già dalla fine dell'Ottocento, avevano ignorato le leggi emanate dal governo federale oppure non facevano niente per assicurarsi che fossero applicate.
La sentenza Boynton rese illegale la segregazione razziale nei ristoranti e nelle sale di attesa dei terminal dei bus interstatali. Cinque anni prima di tale sentenza, la Interstate Commerce Commission (ICC) aveva emanato una sentenza con il caso Keys contro Carolina Coach (1955) con la quale denunciava la dottrina del "separati ma uguali", proveniente dal caso Plessy contro Ferguson del 1896, applicata anche ai mezzi di trasporto. La ICC, tuttavia, non riuscì ad imporre la decisione nel Sud, dove le cosiddette leggi Jim Crow rimasero in auge.

## L'inizio
I Freedom Riders presero l'ispirazione dalla Journey of Reconciliation del 1947, una marcia guidata dagli attivisti per i diritti civili Bayard Rustin e George Houser. Proprio come le Freedom Rides del 1961, anche la Journey of Reconciliation era stata fatta allo scopo di sensibilizzare la Corte Suprema affinché bandisse la segregazione razziale sui servizi interstatali. Rustin e qualche altro viaggiatore, tra cui membri di spicco del Congress of Racial Equality (CORE), furono arrestati e condannati ai lavori forzati in Carolina del Nord per aver violato le leggi Jim Crow locali.
La prima Freedom Ride (viaggio della libertà) si tenne il 4 maggio 1961. Guidati dal direttore del CORE, James Farmer, tredici viaggiatori (sette di colore e sei bianchi, tra cui Genevieve Hughes, William E. Harbour e Ed Blankenheim) partirono da Washington DC su bus delle compagnie Greyhound e Trailways. Il loro obiettivo era passare attraverso Virginia, Carolina del Nord e Carolina del Sud, Georgia, Alabama ed infine arrivare in Mississippi o a New Orleans, in Louisiana, dove effettivamente si concluse la prima delle Freedom Rides, il 17 maggio. Al raduno che si tenne in città parteciparono molti attivisti, specialmente tra i quaranta e i cinquant'anni di età.
La tattica di questi passeggeri era di avere almeno un compagno di un'altra razza seduto accanto e uno di colore seduto di fronte, specialmente seduti nei posti riservati ai passeggeri bianchi. Il resto della squadra, invece, si spargeva per il resto del bus, come se nulla fosse ma pronto ad intervenire. Uno del gruppo, infatti, doveva rispettare le regole ed essere sempre all'erta per avvisare, eventualmente, il CORE e pagare la cauzione di quelli che finivano in manette.
Nel viaggio attraverso Virginia e Carolina del Nord non ci furono problemi significativi. Giunti in Carolina del Sud, John Lewis fu attaccato a Rock Hill, altri furono arrestati a Winnsboro (qualcuno anche prima, a Charlotte) ed infine i pochi rimasti finirono in prigione a Jackson, Mississippi.

## Violenza a Montgomery
In risposta alla chiamata dell'SNCC, i Freedom Riders della costa orientale si unirono a John Lewis e Hank Thomas, i due membri dell'SNCC che parteciparono alla prima delle proteste, rimasti a Birmingham. Il 19 maggio provarono a rimettersi in viaggio ma, terrorizzati dalla folla urlante che circondava il deposito degli autobus, gli autisti si rifiutarono di partire e così gli attivisti dovettero aspettare una notte intera per un autobus.
Dietro ad un'intensa pressione pubblica voluta dal governo Kennedy, la Greyhound fu costretta a dare a quei ragazzi un autobus pronto a partire. Dopo l'intervento diretto di Byron White, un legale, il governatore dell'Alabama John Patterson, seppur riluttante, promise che avrebbe protetto l'autobus dagli attacchi del Ku Klux Klan e dai cecchini sparsi per le autostrade tra Birmingham e Montgomery. La mattina del 20 maggio, il viaggio per la libertà riprese a bordo di un autobus diretto a Montgomery a circa 150 km/h, protetto da un contingente dell'Alabama State Highway Patrol.
Le pattuglie abbandonarono l'autobus appena arrivati alla periferia di Montgomery. Alla fermata di South Court Street li attesero dei bianchi pronti a fare a botte. Colpirono i Freedom Riders con mazze da baseball o bastoni di ferro. La polizia locale non fece niente per impedire il massacro. Di nuovo, i Freedom Riders divennero noti al pubblico per essere dei combina-guai, gente che attira azzuffate e insurrezioni varie. Alcuni reporter e fotografi furono picchiati e le loro macchine fotografiche o telecamere distrutte. Solo un reporter riuscì a salvare la sua fotocamera, scattando una foto di Jim Zwerg, qualche ora dopo, ricoverato in ospedale. La foto mostra la crudeltà con cui fu picchiato e ferito. Seigenthaler, un funzionario del Dipartimento di Giustizia, fu picchiato e lasciato privo di sensi per la strada. Le ambulanze si rifiutavano di portare i feriti al pronto soccorso. Alcuni afroamericani locali prestarono loro soccorso e solo pochi fortunati giunsero in ospedale.
La notte successiva, domenica 21 maggio, più di 1500 persone affollarono la chiesa battista del reverendo Ralph Abernathy per onorare i Freedom Riders. Tra i predicatori vi fu anche Martin Luther King, da poco trasferitosi a Montgomery, il reverendo Fred Shuttlesworth e James Farmer. Al di fuori, oltre 3000 bianchi attaccarono i neri e solo l'intervento degli U.S. Marshals evitò assalti ed esplosioni alla chiesa. Con la città ed i suoi abitanti che non si impegnavano affatto a ripristinare l'ordine, i leader dei vari movimenti chiesero aiuto al Presidente. Kennedy minacciò il governatore di intervenire con le truppe federali se non avesse almeno tentato di proteggere tali persone. Patterson anticipò che avrebbe convocato la Guardia Nazionale dell'Alabama per disperdere la gente ed infine le acque si calmarono all'alba.
In un discorso del 2011, Bernard Lafayette raccontò che quella sera alcuni bianchi lanciarono sassi dalle finestre e gas lacrimogeni. Stando alla sua storia, King, dopo aver appreso che dei tassisti neri si stavano organizzando per correre a salvare le persone bloccate in chiesa, credette che questo avrebbe attirato ancora più episodi di violenza. Scelse dieci volontari, a cui fece promettere di essere nonviolenti, per scortarlo fuori nel mezzo al raduno di bianchi, che si fecero da parte per lasciar passare King e la sua scorta fino ai tassisti, a cui King chiese di andarsene per evitare altri attacchi. King riuscì con tutti gli altri a rientrare in chiesa senza pericolo. Lafayette, in altre interviste radiofoniche come quella della BBC nell'agosto 2011, spiegò che in seguito tutti i presenti furono dispersi dalla Guardia Nazionale, giunta poche ore dopo.

## Nel Mississippi
Il giorno seguente, lunedì 22 maggio, altri Freedom Riders dal CORE e dallo SNCC arrivarono a Montgomery per continuare a viaggiare per il Sud, prendendo il posto degli attivisti feriti ed ancora in ospedale. Dietro le quinte, l'amministrazione Kennedy abbozzò un accordo con i governatori dell'Alabama e del Mississippi. Tali uomini si misero d'accordo con la polizia statale affinché la Guardia Nazionale proteggesse i viaggiatori dalla violenza dei dimostranti. In cambio, il governo federale avrebbe dovuto non intervenire per impedire alla polizia locale di arrestare i Freedom Riders, considerati come fuorilegge, una volta giunti alle fermate degli autobus o se colti in flagrante.
Mercoledì 24 maggio, i Freedom Riders salirono su degli autobus diretti a Jackson, Mississippi. Circondati dalle pattuglie delle autostrade e dalla Guardia Nazionale, gli autobus giunsero a Jackson senza problemi. Appena arrivati, parte dei Riders fu immediatamente arrestata con l'accusa di aver usato servizi (tra cui anche l'essere scesi o saliti in zone riservate ai bianchi) al deposito degli autobus.
A Montgomery, un altro gruppo di Riders, tra cui il cappellano dell'Università Yale, Gaylord Brewster Noyce, insieme ad altri come Abernathy, Wyatt Tee Walker, fu arrestato con simili accuse che, a detta della polizia locale, erano una serie violazione delle ordinanze segregazioniste.
Questo schema si ripeté più volte, specie per coloro che si recarono in Mississippi e a Jackson, in particolare, dove rapidamente venivano condotti in prigione. La strategia ebbe comunque successo, perché nel riempire le prigioni (come il Mississippi State Penitentiary, detto Parchman Farm) ed attirando l'attenzione della stampa contribuì a sensibilizzare l'opinione pubblica americana. Tra i maltrattamenti si citano la reclusione dei Riders nell'unità di massima sicurezza, detta anche death row, ovvero "braccio della morte": qui si rinchiudono i detenuti condannati alla pena di morte e i Riders avevano addosso solo biancheria intima, non potevano muoversi troppo all'infuori della cella e non potevano scrivere o ricevere lettere. Quando alcuni di loro si rifiutarono di smettere di cantare delle canzoni sulla libertà, le guardie portarono via i loro materassi, le lenzuola e gli spazzolini. Nel frattempo continuarono ad arrivare nuovi detenuti tra i Riders, più di 300 solo nella Parchman Farm.

## Celebri Freedom Riders
- Bruce Fein
- Zev Aelony
- Rev. James L. Bevel
- Rev. Malcolm Boyd
- Stokely Carmichael[17]
- Rev. William Sloane Coffin
- James L. Farmer, Jr.
- Sindaco di San Diego Bob Filner
- James Forman
- William E. Harbour
- Genevieve Hughes
- Rev. Bernard Lafayette
- Rev. James Lawson
- U.S. Representative John Lewis
- Robert Martinson, noto sociologo e criminologo
- Salynn McCollum
- Professor Charles McDew
- Diane Nash, organizzatrice
- Charles Neblett

- Wally Nelson
- James Peck
- Charles Person
- Rev. Robert Laughlin Pierson
- Professor John C. Raines
- Cordell Reagon
- Rev. Charles Sherrod
- Rev. Fred Shuttlesworth
- Carol Ruth Silver
- Helen Singleton
- Giudice George Bundy Smith
- Ruby Doris Smith-Robinson
- Dr. Daniel N. Stern
- John Charles Taylor[18]
- Henry James Thomas
- Joan Trumpauer Mulholland
- Rev. C. T. Vivian
- Rev. Wyatt Tee Walker
- James Zwerg

## Soluzione e lasciti
Giunti a settembre erano passati oltre tre mesi da quando Robert Kennedy aveva stilato la petizione. I leader del CORE e dell'SNCC tentarono di organizzare dimostrazioni di massa note come "Washington Project". Questo avrebbe mobilitato centinaia, forse migliaia, di dimostranti nonviolenti verso la capitale, allo scopo di fare pressioni sul governo e l'amministrazione Kennedy. L'idea stava già andando in fumo quando, alla fine, la ICC emise gli ordini necessari entro la fine del mese. Le nuove politiche entrarono in vigore il 1º novembre 1961, sei anni dopo il caso Sarah Keys v. Carolina Coach Company. Dopo questa decisione, ai passeggeri fu permesso di sedersi ovunque volessero su treni e autobus interstatali; i cartelli "bianchi" e "neri" furono rimossi dalle stazioni e dalle fermate, così come servizi pubblici, fontane e sale di attesa cessarono di essere segregate. Spesso anche le tavole calde servivano già clienti di tutti i tipi, senza dare importanza alla razza.
I casi di violenza diffusi per la nazione ed associati ai Freedom Riders allarmarono l'opinione pubblica. La società americana era preoccupata che i Freedom Riders avrebbero potuto degenerare e diffondere il disordine sociale, lotte per il controllo totale e altri elementi negativi, tutti sostenuti dalla stampa in alcune comunità di bianchi, dove si condannava anche l'azione diretta del CORE.
Eppure, allo stesso tempo, tra le comunità afroamericane in tutti gli stati, i Freedom Riders riscossero un discreto successo ed ispirarono molte persone ad agire direttamente in favore dei loro diritti. Forse le azioni più significanti furono quelle del Nord, dove i Freedom Riders correvano rischi minori ma sostenevano comunque i loro "compagni" del Sud e di aree rurali sparse per la nazione. Furono una colonna portante del Movimento per i diritti civili ed aiutarono molte comunità, tra le varie cose, anche a partecipare al voto. Gli afroamericani, in genere e specialmente al Sud, usavano le chiese come luogo di ritrovo oltre che punto di riferimento morale e religioso.
Di fronte al crescente numero di neri interessati al voto, molti amministratori del Sud alzarono gli standard di alfabetizzazione richiesti per poter partecipare. Gli standard furono posti così in alto che nemmeno persone parecchio istruite avrebbero potuto superarli, o perlomeno non senza difficoltà.

## Commemorazioni
Il 4 maggio 2011, per celebrare il 50º anniversario delle Freedom Rides, Oprah Winfrey invitò tutti i Freedom Riders ancora viventi al suoi programma televisivo.
Tra il 6 e il 16 maggio dello stesso anno, quaranta studenti del college provenienti da tutti gli Stati Uniti sono saliti a bordo di un autobus diretto da Washington a New Orleans, ricreando l'atmosfera originale dei premi Freedom Riders. La cosiddetta 2011 Student Freedom Rider, sponsorizzata da PBS e American Experience, commemorò gli attivisti che tennero un incontro con gli studenti, in varie tappe del viaggio, mentre alcuni salirono sullo stesso autobus come Ernest "Rip" Patton, Joan Mulholland, Bob Singleton, Helen Singleton, Jim Zwerg e Charles Person. Al termine dell'esperienza, PBS mandò in onda un documentario intitolato Freedom Riders.
Dal 19 al 21 maggio 2011, i Freedom Riders furono celebrati a Montgomery, in Alabama, al nuovo museo ad essi dedicati nel vecchio Greyhound Bus Terminal, dove alcuni atti di violenza avevano avuto luogo nel 1961 a Jackson, in Mississippi, dal 22 al 26 maggio 2011 si tenne una conferenza per celebrare l'evento. Sempre a Montgomery, nel 2013, John Lewis accettò le scuse del capo della polizia locale, Kevin Murphy, il quale donò a Lewis il distintivo, commuovendo i presenti.
Nel tardo 2011, alcuni attivisti palestinesi, ispirati dai Freedom Riders, usarono gli stessi metodi in Israele salendo a bordo di autobus dai quali erano esclusi.
L'opera di Dan Shore "Freedom Ride" del 2013, ambientata a New Orleans, celebra gli attivisti.